# Partito Laburista e Co-Operativo
Il Partito Laburista e Co-Operativo (spesso abbreviato in Labour Co-op; in inglese Labour and Co-operative Party, in gallese Llafur a’r Blaid Gydweithredol) è la descrizione utilizzata dai candidati alle elezioni nel Regno Unito che si candidano sia per il Partito Laburista che per il Partito Co-Operativo.
I candidati partecipano alle elezioni tramite un'alleanza elettorale tra i due partiti, che fu sperimentata per la prima volta nel 1927. L'accordo riconosce l'indipendenza dei due partiti e li obbliga a non candidarsi l'uno contro l'altro alle elezioni. È anche stabilita la procedura per entrambi i partiti per selezionare i candidati unitari e per interagire a livello nazionale e locale.
Alle elezioni generali del 2019 erano stati eletti 26 deputati laburisti e co-operativi, il che li rendeva il quarto gruppo maggiore alla Camera dei comuni.
Alle elezioni generali del 2024 vennero eletti 43 deputati laburisti e co-operativi; il partito rimane pertanto il quarto gruppo alla Camera dei comuni, e 43 rappresenta il maggior numero di deputati mai eletti sotto la descrizione "laburista e co-operativo".
Il Presidente del gruppo parlamentare co-operativo è Preet Gill, e il vice-Presidente è Jim McMahon.